# 无锡新报

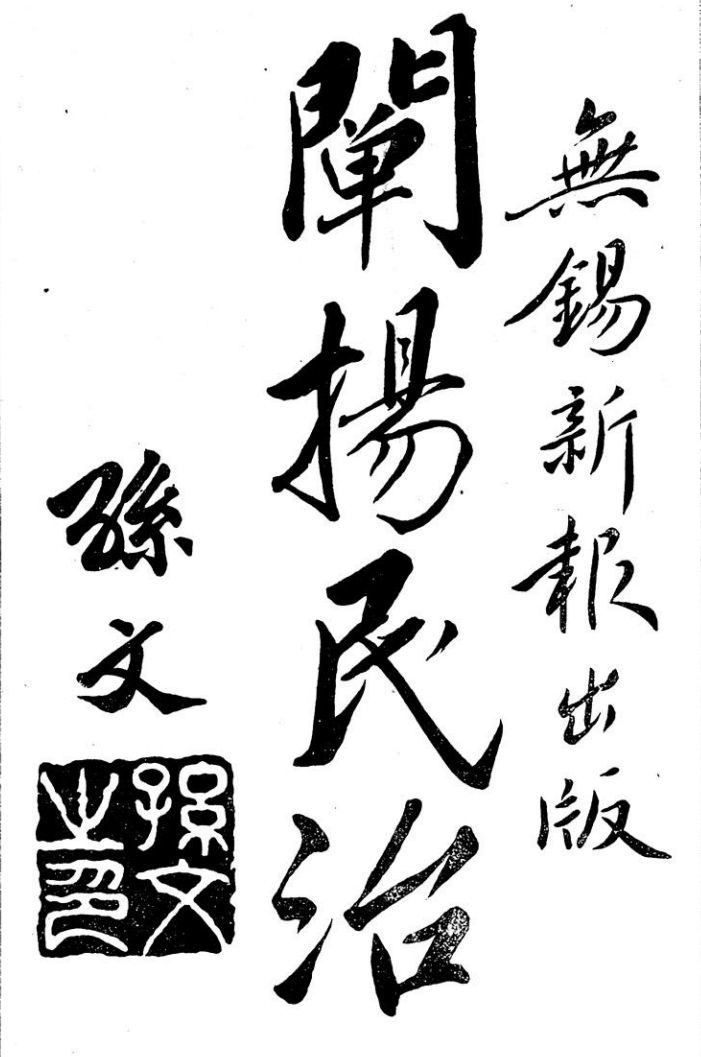
1922年9月1日孙中山对无锡新报的祝词

《无锡新报》，是中华民国时期江苏省无锡县的一个地方报纸。

## 沿革
1922年9月1日，《无锡新报》创刊，主办者为李伯森，馆址在无锡县书院弄115号。报纸为对开4版日刊，孙中山为该报题词“阐扬民治”，发刊词由钱基博撰写。报纸设有“新闻”、“经济调查”等栏目。1925年1月18日停刊。